# Григор Чакалов
Григор Василев Чакалов е български революционер, деец на Вътрешната македоно-одринска революционна организация.

## Биография
Григор Чакалов е роден през 1882 година в костурското село Българска Блаца, тогава в Османската империя, днес в Гърция. Присъединява се към ВМОРО и действа като легален деец, милиционер. Участва в сражението на 28 март 1903 година, когато четата на Борис Сарафов е обсадена в Смърдеш. Взема участие в Илинденско-Преображенското въстание през лятото на 1903 година и се сражава в битката при село Вишени, при превземането на Клисура, в битката при Локвата, битката на Бигла, превземането на Невеска, битката при Кравица, битката при Чанище и биткта при Негова.
След въстанието в 1907 година завършва естествена история в Белградския университет, а на следната 1908 година и в Женевския университет.
Участва в Балканската, Междусъюзническата и Първата световна война като офицер от Българската армия. Носител е на орден „За храброст“.
На 23 март 1943 година, като жител на София, подава молба за българска народна пенсия, която е одобрена и пенсията е отпусната от Министерския съвет на Царство България.